# جیسون میلر
جیسون میلر (انگلیسی: Jason Miller؛ زادهٔ ۲۴ دسامبر ۱۹۸۰) مجری تلویزیون، ورزشکار هنرهای رزمی ترکیبی و تکواندوکار اهل ایالات متحده آمریکا است.